# Lelya osteocarpa
Lelya osteocarpa är en måreväxtart som beskrevs av Cornelis Eliza Bertus Bremekamp. Lelya osteocarpa ingår i släktet Lelya och familjen måreväxter. Inga underarter finns listade i Catalogue of Life.